# Can Pujol (Amer)
Can Pujol és una casa d'Amer (Selva) inclosa a l'Inventari del Patrimoni Arquitectònic de Catalunya.

## Descripció
Immoble de tres plantes, entre mitgeres, cobert amb una teulada a dues aigües de vessants a façana. Està ubicat al costat dret de la Plaça de Nostra Senyora de la Pietat.
La façana principal, que dona a la plaça, està estructurada internament en dues crugies. La planta baixa consta de dues obertures, com són el portal d'accés rectangular i una petita finestra quadrangular. Ambdues estan equipades amb llinda monolítica i muntants de pedra. La finestra a més disposa d'ampit.
El primer i segon pis han estat resolts partint del mateix esquema formal, que consisteix en l'aplicació de dues obertures rectangulars per pis, respectivament, projectades com a balconades independents amb les seves respectives baranes de ferro forjat. De les quatre, la de l'extrem dret del primer pis és l'únca que està equipada amb llinda monolítica i muntants de pedra ben treballats i escairats. I és que contemplant fotografies antigues, com la del Servei de Patrimoni núm. 26.513, observem que aquesta obertura és l'únic element que es va conservar de l'edifici original, junt amb el portal i la finestra de la planta baixa.
La façana posterior dona al carrer dels Horts, i presenta una estructura compositiva molt semblant a la de la façana principal. Així en la planta baixa tenim el portal d'accés i en el primer i segon pis dues obertures rectangulars - una a cada pis- projectades com a balconades amb les seves respectives baranes de ferro forjat i acompanyades per dues finestres irrellevants.
Pel que fa al treball de la forja amb relació a les baranes tant de la façana principal com de la posterior, cal dir que és correcte des del punt de vista tècnic, però auster i fred des de l'òptica plàstica i estètica, sense cap element ornamental a destacar.

## Història
La Plaça de Nostra Senyora de la Pietat, on trobem inscrit l'habitatge núm. 11, pertany a un dels barris més importants d'Amer com és El Pedreguet. Es tracta d'un barri emblemàtic que té en el carrer Girona un dels seus màxims exponents, com així ho acredita el fet de ser una de les principals artèries del nucli des de l'edat mitjana, com també ser l'eix vertebrador del barri.